# District de Nogent-sur-Seine
Le district de Nogent-sur-Seine est une ancienne division territoriale française du département de l'Aube de 1790 à 1795.
Il était composé des cantons de Nogent-sur-Seine, Fay, Marigny, Pont, Romilly, Trainel, Villadin et Villenaux.